# What You Waiting For?
Singles de Gwen Stefani
Let Me Blow Ya Mind
(2001) Rich Girl
(2004)
What You Waiting For? est une chanson du premier album solo de Gwen Stefani Love. Angel. Music. Baby. (2004).
Dans cette chanson, Gwen Stefani raconte son angoisse, ou tout du moins sa peur à l'idée de faire une carrière en solo (qui a débuté en 2004). Elle se parle à elle-même en essayant de se stimuler pour écrire une chanson.
Le clip de la chanson a été réalisé par Francis Lawrence et produit par Caleb Dewart de DNA Inc.
et tourné en août 2004. 

## Genèse
Au cours de la 45e cérémonie des Grammy Awards en 2003, Linda Perry accoste Gwen Stefani et lui propose d'écrire des chansons avec elle, ce que Stefani accepte. Alors que Stefani vient de finir la tournée Rock Steady Tour avec son groupe No Doubt, Interscope Records, son label de musique, l'informe que Perry est en studio, prête pendant cinq jours à collaborer avec elle et lui précise qu'elle ne pourra plus avoir de créneaux avec elle avant une année,. Stefani admet qu'elle était frustrée de ne pas pouvoir voir son mari Gavin Rossdale, et était intimidée de collaborer avec Perry, qu'elle ne pensait pas être qualifiée pour écrire de la dance.